# Siegfried Seidl
Siegfried Seidl (ur. 24 sierpnia 1911 w Tulln an der Donau, zm. 4 lutego 1947 w Wiedniu) – zbrodniarz hitlerowski, komendant obozu koncentracyjnego w Terezinie oraz SS-Obersturmführer.
Urodził się w Tulln an der Donau (Austria). Studiował prawo, ale zrezygnował z tego kierunku po kilku semestrach. W późniejszym czasie, w 1935 roku rozpoczął kolejne studia, tym razem filozofię, którą ukończył w 1941 roku. W 1930 roku wstąpił do NSDAP a w 1932 roku do SS, co doprowadziło w 1939 roku do powołania go do hitlerowskiej policji. W styczniu 1940 roku Seidl został przydzielony do służby w RSHA, do departamentu IVb4, który zajmował się sprawami żydowskimi (kierował nim Adolf Eichmann). Początkowo skierowano go do Poznania w okupowanej Polsce, ale w październiku 1941 roku powierzono mu zadanie utworzenia getta w czeskim mieście Terezin.
Getto to stało się faktycznie obozem koncentracyjnym, a Seidl pełnił funkcję jego komendanta od listopada 1941 roku do lipca 1943. O ile zazwyczaj sprawiał wrażenie uprzejmego wobec żydowskich więźniów obozu to jednak ponosi odpowiedzialność za śmierć tysięcy osób, zamordowanych bądź bezpośrednio w samym Terezinie, bądź przewiezionych do innych obozów (zwłaszcza Auschwitz-Birkenau) i tam zagazowanych. Seidl stworzył system, w którym Żydzi mieli sami wymierzać sobie kary i tworzyć listy deportowanych z getta. Na jego rozkaz zbudowano też krematorium. 
Od lipca 1943 roku do lutego 1944 roku był zastępcą pierwszego komendanta obozu w Bergen-Belsen – Adolfa Haasa. Następnie w latach 1944-1945 nadzorował obozy pracy przymusowej dla węgierskich Żydów, które mieściły się w Wiedniu i dolnej Austrii. Po zakończeniu wojny został osądzony przez austriacki sąd (Volksgericht) w Wiedniu i 14 listopada 1946 roku skazany za zbrodnie przeciw ludzkości na karę śmierci przez powieszenie. Seidl został stracony na początku lutego 1947 w wiedeńskim więzieniu.